# Trevélez
Trevélez er en by og kommune i det sydøstlige Spanien i provinsen Granada. Den har et indbyggertal på 703 (2024) indbyggere.